# Estadio de Jartum
El Estadio Internacional de Jartum (en árabe: استاد الخرطوم)  es un estadio de usos múltiples en Jartum, la capital del país africano de Sudán. Actualmente se utiliza sobre todo para los partidos de fútbol. El estadio tiene una capacidad de 30.000 personas. El estadio fue inaugurado en 1957 bajo el nombre de Estadio Municipal recibiendo la primera competición de fútbol de África por naciones, la Copa Africana de Naciones de 1957. También fue sede de la Copa Africana de Naciones 1957 y Copa Africana de Naciones 1970 y el Campeonato de las Naciones Africanas de 2011.